# Arizona Strip

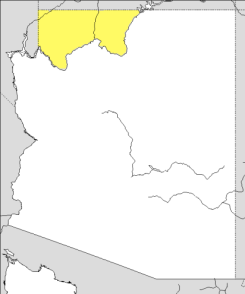
Arizona Strip

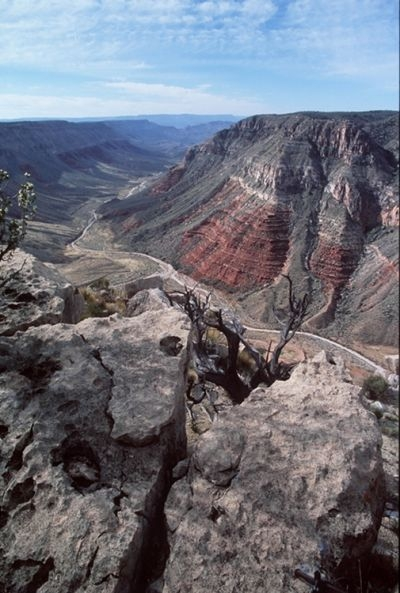
Canyon dans l'Arizona Strip

L'Arizona Strip (littéralement la « bande de l'Arizona ») est une partie de l'État américain de l'Arizona située au nord du fleuve Colorado. La difficulté de traverser le Grand Canyon fait que cette région a beaucoup plus de liens naturels avec le sud de l'Utah et du Nevada qu'avec le reste de l'Arizona. 